# 藤原スポーツジム
藤原スポーツジム（ふじわらスポーツジム）は、東京都荒川区南千住に本部を持つムエタイジム。

## 概要
1997年に藤原敏男によって設立。AJKFフェザー級王者の山本真弘などを輩出。

## 選手
- 山本真弘
- 前田尚紀
- 中村高明